# ユタ映画批評家協会賞 (2016年)
15th UFCA Awards

作品賞: 

『 ラ・ラ・ランド 』
第15回ユタ映画批評家協会賞（だい15かいユタえいがひひょうかきょうかいしょう）は2016年の映画を対象としており、2016年12月18日に受賞者が発表された。

## 受賞一覧

### 作品賞
- 受賞 - 『ラ・ラ・ランド』
  - 次点 - 『ムーンライト』

### 監督賞
- 受賞 - バリー・ジェンキンス - 『ムーンライト』
  - 次点 - デミアン・チャゼル - 『ラ・ラ・ランド』

### 主演男優賞
- 受賞 - ケイシー・アフレック - 『マンチェスター・バイ・ザ・シー』
  - 次点 - ジョエル・エドガートン - 『ラビング 愛という名前のふたり』

### 主演女優賞
- 受賞 - エマ・ストーン - 『ラ・ラ・ランド』
  - 次点 - ルース・ネッガ - 『ラビング 愛という名前のふたり』

### 助演男優賞
- 受賞 - マハーシャラ・アリ - 『ムーンライト』
- 受賞 - ジョン・グッドマン - 『10 クローバーフィールド・レーン』

### 助演女優賞
- 受賞 - ヴィオラ・デイヴィス - 『フェンス』
  - 次点 - ミシェル・ウィリアムズ - 『マンチェスター・バイ・ザ・シー』
  - 次点 - ナオミ・ハリス - 『ムーンライト』

### オリジナル脚本賞
- 受賞 - テイラー・シェリダン - 『最後の追跡』
  - 次点 - ケネス・ロナーガン - 『マンチェスター・バイ・ザ・シー』

### 脚色賞
- 受賞 - バリー・ジェンキンス、タレル・アルヴィン・マクレイニー - 『ムーンライト』
  - 次点 - エリック・ハイセラー - 『メッセージ』

### 撮影賞
- 受賞 - リヌス・サンドグレン - 『ラ・ラ・ランド』
  - 次点 - ブラッドフォード・ヤング - 『メッセージ』

### 作曲賞
- 受賞 - ジャスティン・ハーウィッツ - 『ラ・ラ・ランド』
  - 次点 - ヨハン・ヨハンソン - 『メッセージ』

### アニメーション映画賞
- 受賞 - 『KUBO/クボ 二本の弦の秘密』
  - 次点 - 『ズートピア』、『モアナと伝説の海』

### 外国語映画賞
- 受賞 ― 『お嬢さん』 韓国
  - 次点 - 『ありがとう、トニ・エルドマン』 ドイツ、『エル ELLE』 フランス

### ドキュメンタリー映画賞
- 受賞 ― 『Cameraperson』
  - 次点 - 『ウィーナー 懲りない男の選挙ウォーズ』